# 羅振玉

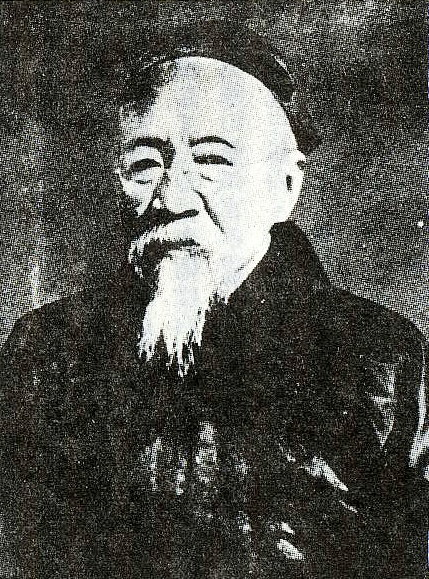
1938年

羅 振玉（ら しんぎょく）は、清末民初から満洲国にかけて活動した考古学者・教育者。字は式如、叔蘊。号は雪堂。
甲骨学や敦煌学の開拓、明清の档案の保存などの業績がある。内藤湖南ら日本人と交流し、晩年は満洲国の要職についた。

## 経歴
1866年(清同治5年6月28日)、江蘇省淮安河下露家橋で生まれた。原籍は浙江省紹興府上虞県。先祖の代に江蘇省淮安河下露家橋に移り住んでおり、羅振玉もこの地で生まれた。
1903年、上海を訪れて劉鶚の持つ亀甲獣骨文字の拓本を目にする機会を得た。劉鶚が収蔵する資料は1903年に『鉄雲蔵亀』として刊行された貴重な資料であった。1907年より羅振玉も収集を開始。甲骨文字の研究に打ち込み、『殷虚書契考釈』(1911年)を発表した。
甲骨文字研究以外では、敦煌学の分野にも大きな役割を果たしている。1901年よりスヴェン・ヘディンやオーレル・スタインが楼蘭や尼雅などで発掘調査を行っており、多数の帛書など出土文字資料を持ち帰っていた。1909年、敦煌文献を獲得したポール・ペリオと会い、まだ残されているものがあると知ると、敦煌から残りのものを北京に運ばせて、京師図書館に収蔵させた。
1896年、上海に東文学社を設立し、日本語を翻訳できる人材を育成。沈紘・樊炳清・王国維らを輩出した。1909年4月、北京の京師大学堂農科大学(現・中国農業大学)監督に任命された(1912年2月の宣統帝・愛新覚羅溥儀退位まで)。また、紫禁城に保存されていた明清時代の档案（行政文書）が古紙として処分されそうになっているのを知り、急いで古紙業者から買い戻し、貴重な歴史資料が失われるのを防いだ。
辛亥革命後
政治的には保守的で清朝に忠誠を立てており、辛亥革命後は混乱を避けて一家は来日して京都に滞在。京都帝国大学の中国学者・狩野直喜の世話を受け、内藤湖南などらと交流を持った。
1919年に帰国。1924年、溥儀に招かれ侍読講師(南書房)となった。1928年より旅順に居住し、1931年に大雲書庫が完成すると収集した資料を全て天津から旅順の書庫に移した。1931年の満洲事変以降も溥儀に従い、1932年（大同元年）3月9日、満洲国が正式に成立すると、3月10日に参議府参議に任命された。後に日満文化協会会長も務めている。

## 研究内容・業績
歴史学研究の点では、亀甲獣骨文字を通した殷史、高昌国史など西域出土文献資料の研究に功績があった。甲骨文字研究では、王国維・董作賓・郭沫若とともに「甲骨四堂」と称されている。
档案の保存という学問上の功績がある一方で、終生溥儀に忠誠を尽くして従い、満洲国の文化事業に関わったこともあり、現中国ではその側面では漢奸として人物的評価がわかれている。

## 家族・親族
- 長男：羅福成（中国語版）は歴史学者。契丹文や西夏文字を研究した。
- 次男：羅福萇（中国語版）は言語学者。兄・羅福成と共に西夏文字を研究した。
- 羅福頤（中国語版）は篆刻家。

## 著作
著書
- 『殷虚書契』
- 『殷虚書契考釈』
- 『殷虚書契菁華』
- 『流沙墜簡』（王国維共著）

邦訳された著作
- 『甲骨文墨場必携　集殷虚文字楹帖彙編』編、内山知也訳注、木耳社
  - 新版 2004年
- 『羅振玉自伝：集蓼編その他』深澤一幸訳注、平凡社東洋文庫 2022[6]